# عزالدین بن سویدی
ابراهیم بن محمّد انصاری با کُنیهٔ ابواسحاق، شهرت‌یافته به عزالدین بن سُوَی۫دی یا ابن السَّوَی۫دی (۱۲۰۴–۱۲۹۱م) (نسب: ابراهیم بن محمّد بن علی بن طرخان) پزشک شامی در سدهٔ سیزدهم میلادی/ هفتم هجری بود که به علوم عقلی نیز پرداخت. التذکرة الهادیة، قلائد المرجان فی طب الأبدان، الباهر فی خواص الجواهر، خواص الاحجاز من الیواقیت و الجواهر از آثار اوست. در بیمارستان‌های نوری و باب‌البرید در دمشق، به عنوان پرشک رسمی خدمت می‌کرد. انتسابش به به السویداء در حوران بوده است که پدرش از تاجران آن منطقه بوده است.